# Carl Henning Bechfelt
Carl Henning Bechfelt, född 4 september 1870 i Adelövs församling i Jönköpings län, död 18 januari 1940 i Norrköping, var en svensk teckningslärare och konstnär.
Bechfelt var anställd som teckningslärare vid Norrköpings läroverk 1905-1935. Vid sidan av arbetet som lärare var han flitig som konstnär och pedagog för några blivande konstnärer. Han medverkade i utställningar med Östgöta konstförening. Vid sin död hade han  testamenterat en betydande del av sin kvarlåtenskap till en monumentalskulptur i Norrköping. För de tillgängliga medlen inköptes en kopia av Carl Milles Danserskor som placerades utanför Norrköpings konstmuseum. En minnesutställning med Bechfelts konst visade på Norrköpings konstmuseum 1940. 